# Список наград и номинаций Blackpink
Список наград и номинаций южнокорейской гёрл-группы BLACKPINK включает более 370 побед, а также 60 наград на различных музыкальных шоу (M!Countdown, Music Bank, Inkigayo и т. д.) и 302 статуэток. Свою первую победу на музыкальном шоу группа одержала в августе 2016 года с синглом «Whistle». Наибольшее количество побед принадлежит песне «How You Like That» (2020).

## Музыкальные премии (некоторые награды)

#### Asia Artist Awards
| Церемония | Год  | Номинация  | Что номинировано                         | Результат | Ссылка |
| --------- | ---- | ---------- | ---------------------------------------- | --------- | ------ |
| 1-я       | 2016 | Black Pink | Самый популярный артист (Певец) — Топ-50 | Номинация | [ 1 ]  |
| 1-я       | 2016 | Black Pink | Награда Новичка                          | Победа    | [ 1 ]  |
| 2-я       | 2017 | Black Pink | Самый популярный артист (Певец) — Топ-50 | Номинация |        |

#### Gaon Chart Music Awards
| Церемония | Год  | Номинация           | Что номинировано    | Результат | Ссылка |
| --------- | ---- | ------------------- | ------------------- | --------- | ------ |
| 6-я       | 2017 | Black Pink          | Новичок Года        | Победа    | [ 2 ]  |
| 6-я       | 2017 | «Whistle»           | Песня Года — Август | Победа    | [ 3 ]  |
| 6-я       | 2017 | «Playing With Fire» | Песня Года — Ноябрь | Победа    | [ 4 ]  |
| 7-я       | 2018 | Black Pink          | Мировой новичок     | Победа    |        |

#### Golden Disk Awards
| Церемония | Год  | Номинация              | Что номинировано                      | Результат | Ссылка |
| --------- | ---- | ---------------------- | ------------------------------------- | --------- | ------ |
| 31-я      | 2017 | Black Pink             | Новый Артист Года                     | Победа    | [ 5 ]  |
| 31-я      | 2017 | Black Pink             | Награда за популярность               | Номинация | [ 5 ]  |
| 31-я      | 2017 | Black Pink             | Награда за популярность (выбор Азии)  | Номинация | [ 5 ]  |
| 31-я      | 2017 | «Whistle»              | Цифровой Бонсан                       | Номинация | [ 5 ]  |
| 31-я      | 2018 | «As If It’s Your Last» | Цифровой Дэсан                        | Номинация | [ 6 ]  |
| 31-я      | 2018 | «As If It’s Your Last» | Цифровой Бонсан                       | Победа    | [ 6 ]  |
| 31-я      | 2018 | Black Pink             | Награда за международную популярность | Номинация | [ 6 ]  |

#### Melon Music Awards
| Церемония | Год  | Номинация              | Что номинировано               | Результат | Ссылка |
| --------- | ---- | ---------------------- | ------------------------------ | --------- | ------ |
| 8-я       | 2016 | Black Pink             | Артист Топ-10                  | Номинация | [ 7 ]  |
| 8-я       | 2016 | Black Pink             | Лучший Новый Артист            | Победа    | [ 7 ]  |
| 9-я       | 2017 | Black Pink             | Артист Топ-10                  | Номинация |        |
| 9-я       | 2017 | Black Pink             | Горячая звезда по версии Kakao | Номинация |        |
| 9-я       | 2017 | «As If It’s Your Last» | Лучший женский танец           | Номинация |        |
| 9-я       | 2017 | «As If It’s Your Last» | Песня Года                     | Номинация |        |

#### Mnet Asian Music Awards
| Церемония | Год  | Номинация  | Что номинировано                     | Результат | Ссылка |
| --------- | ---- | ---------- | ------------------------------------ | --------- | ------ |
| 18-я      | 2016 | Black Pink | Лучший Новый Артист (Женская Группа) | Номинация | [ 8 ]  |
| 18-я      | 2016 | Black Pink | Артист Года                          | Номинация | [ 8 ]  |
| 18-я      | 2016 | Black Pink | Лучший из следующих артистов         | Победа    | [ 8 ]  |
| 18-я      | 2016 | «Whistle»  | Лучший Видеоклип                     | Победа    | [ 8 ]  |
| 19-я      | 2017 | Black Pink | Любимая к-поп звезда                 | Номинация |        |
| 19-я      | 2017 | Black Pink | Лучшая Женская Группа                | Номинация |        |
| 19-я      | 2017 | Black Pink | Артист Года                          | Номинация |        |

#### MTV Video Music Awards
| Церемония | Год  | Номинация                     | Что номинировано                  | Результат |
| --------- | ---- | ----------------------------- | --------------------------------- | --------- |
| 39-я      | 2022 | Black Pink                    | Лучшая группа года                | Номинация |
| 39-я      | 2022 | Blackpink: The Virtual (PUBG) | Лучшее исполнение в метавселенной | Победа    |

#### Seoul Music Awards
| Церемония | Год  | Номинация  | Что номинировано          | Результат | Ссылка |
| --------- | ---- | ---------- | ------------------------- | --------- | ------ |
| 26-я      | 2017 | Black Pink | Награда Бонсан            | Номинация |        |
| 26-я      | 2017 | Black Pink | Награда за популярность   | Номинация |        |
| 26-я      | 2017 | Black Pink | Специальная награда Халлю | Номинация |        |
| 26-я      | 2017 | Black Pink | Новый Артист Года         | Победа    | [ 9 ]  |
| 27-я      | 2018 | Black Pink | Награда Дэсан             | Номинация |        |
| 27-я      | 2018 | Black Pink | Награда Бонсан            | Победа    |        |
| 27-я      | 2018 | Black Pink | Награда за популярность   | Номинация |        |
| 27-я      | 2018 | Black Pink | Специальная награда Халлю | Номинация |        |
| 28-я      | 2019 | Black Pink | Награда Бонсан            | Номинация | [ 10 ] |
| 28-я      | 2019 | Black Pink | Награда за популярность   | Номинация | [ 10 ] |
| 28-я      | 2019 | Black Pink | Специальная награда Халлю | Номинация | [ 10 ] |

#### Soribada Best K-Music Awards
| Церемония | Год  | Номинация  | Что номинировано        | Результат | Ссылка |
| --------- | ---- | ---------- | ----------------------- | --------- | ------ |
| 1-я       | 2017 | Black Pink | Награда Бонсан          | Номинация |        |
| 1-я       | 2017 | Black Pink | Награда за популярность | Номинация |        |
| 2-я       | 2018 | Black Pink | Награда Бонсан          | Номинация |        |
| 2-я       | 2018 | Black Pink | Награда за популярность | Номинация |        |
| 2-я       | 2018 | Black Pink | Международный фандом    | Номинация |        |

### Международные

#### Japan Gold Disk Awards
| Церемония | Год  | Номинация  | Что номинировано                   | Результат | Ссылка |
| --------- | ---- | ---------- | ---------------------------------- | --------- | ------ |
| 31-я      | 2018 | Black Pink | Топ-3 лучших новых артистов (Азия) | Победа    | [ 11 ] |

#### Teen Choice Awards
| Церемония | Год  | Номинация       | Что номинировано            | Результат | Ссылка |
| --------- | ---- | --------------- | --------------------------- | --------- | ------ |
| 20-я      | 2018 | Black Pink      | Лучший международный артист | Номинация | [ 12 ] |
| 20-я      | 2018 | Black Pink      | Следующая новая звезда      | Номинация | [ 12 ] |
| 20-я      | 2018 | Black Pink      | Лучший фандом               | Номинация | [ 12 ] |
| 21-я      | 2019 | «Ddu-Du Ddu-Du» | Choice Song: Group          | Победа    | [ 13 ] |
| 21-я      | 2019 | Blackpink       | Choice International Artist | Номинация | [ 13 ] |

## Другие премии
| Год  | Премия                         | Номинация                     | Что номинировано | Результат |
| ---- | ------------------------------ | ----------------------------- | ---------------- | --------- |
| 2017 | V Live Awards                  | Международный новичок (Топ-5) | Black Pink       | Победа    |
| 2017 | Busan One Asia Festival Awards | Икона Стиля                   | Black Pink       | Победа    |
| 2017 | V Live Awards                  | Артист Топ-10                 | Black Pink       | Победа    |

### Melon Popularity Award
| Год  | Песня           | Результат  | Ссылка |
| ---- | --------------- | ---------- | ------ |
| 2016 | «Whistle»       | 22 августа | [ 14 ] |
| 2018 | «DDU-DU DDU-DU» | 2 июля     | [ 15 ] |
| 2018 | «DDU-DU DDU-DU» | 9 июля     | [ 15 ] |
| 2018 | «DDU-DU DDU-DU» | 16 июля    | [ 15 ] |

Победа 
Победа

## Музыкальные шоу

### Inkigayo
| Год  | Дата        | Песня                          |
| ---- | ----------- | ------------------------------ |
| 2016 | 21 августа  | «Whistle»                      |
| 2016 | 11 сентября | «Whistle»                      |
| 2016 | 27 ноября   | «Playing With Fire»            |
| 2016 | 4 декабря   | «Playing With Fire»            |
| 2017 | 2 июля      | «As If It’s Your Last»         |
| 2017 | 9 июля      | «As If It’s Your Last»         |
| 2017 | 16 июля     | «As If It’s Your Last»         |
| 2018 | 24 июня     | «DDU-DU DDU-DU»                |
| 2018 | 1 июля      | «DDU-DU DDU-DU»                |
| 2018 | 8 июля      | «DDU-DU DDU-DU»                |
| 2019 | 21 апрель   | «KILL THIS LOVE»               |
| 2019 | 26 май      | «KILL THIS LOVE»               |
| 2020 | 2 июля      | « HOW YOU LIKE THAT»           |
| 2020 | 9 июля      | « HOW YOU LIKE THAT»           |
| 2020 | 16 июля     | « HOW YOU LIKE THAT»           |
| 2020 | 20 сентября | " ICE CREAM"with Selena Gomez» |
| 2020 | 27 сентября | " ICE CREAM"with Selena Gomez» |
| 2020 | 4 октября   | " ICE CREAM"with Selena Gomez» |

### M!Countdown
| Год  | Дата       | Песня                |
| ---- | ---------- | -------------------- |
| 2016 | 8 сентября | «Whistle»            |
| 2018 | 28 июня    | «DDU-DU DDU-DU»      |
| 2018 | 5 июля     | «DDU-DU DDU-DU»      |
| 2018 | 12 июля    | «DDU-DU DDU-DU»      |
| 2020 | 9 июля     | « HOW YOU LIKE THAT» |
| 2020 | 16 июля    | « HOW YOU LIKE THAT» |

Music Core
| Год  | Дата    | Песня                |
| ---- | ------- | -------------------- |
| 2018 | 23 июня | «DDU-DU DDU-DU»      |
| 2018 | 30 июня | «DDU-DU DDU-DU»      |
| 2018 | 7 июля  | «DDU-DU DDU-DU»      |
| 2018 | 14 июля | «DDU-DU DDU-DU»      |
| 2020 | 11 июля | « HOW YOU LIKE THAT» |
| 2020 | 18 июля | « HOW YOU LIKE THAT» |
| 2020 | 25 июля | « HOW YOU LIKE THAT» |

| Год  | Дата    | Песня               |
| ---- | ------- | ------------------- |
| 2020 | 8 июля  | «HOW YOU LIKE THAT» |
| 2020 | 15 июля | «HOW YOU LIKE THAT» |
| 2020 | 29 июля | «HOW YOU LIKE THAT» |

### Music Bank
| Год  | Дата    | Песня               |
| ---- | ------- | ------------------- |
| 2018 | 29 июня | «DDU-DU DDU-DU»     |
| 2020 | 10 июль | «HOW YOU LIKE THAT» |
| 2020 | 31 июль | «HOW YOU LIKE THAT» |